# Stichorkis disticha
Stichorkis disticha là một loài thực vật có hoa trong họ Lan. Loài này được (Thouars) Pfitzer miêu tả khoa học đầu tiên năm 1897.